# Высший класс

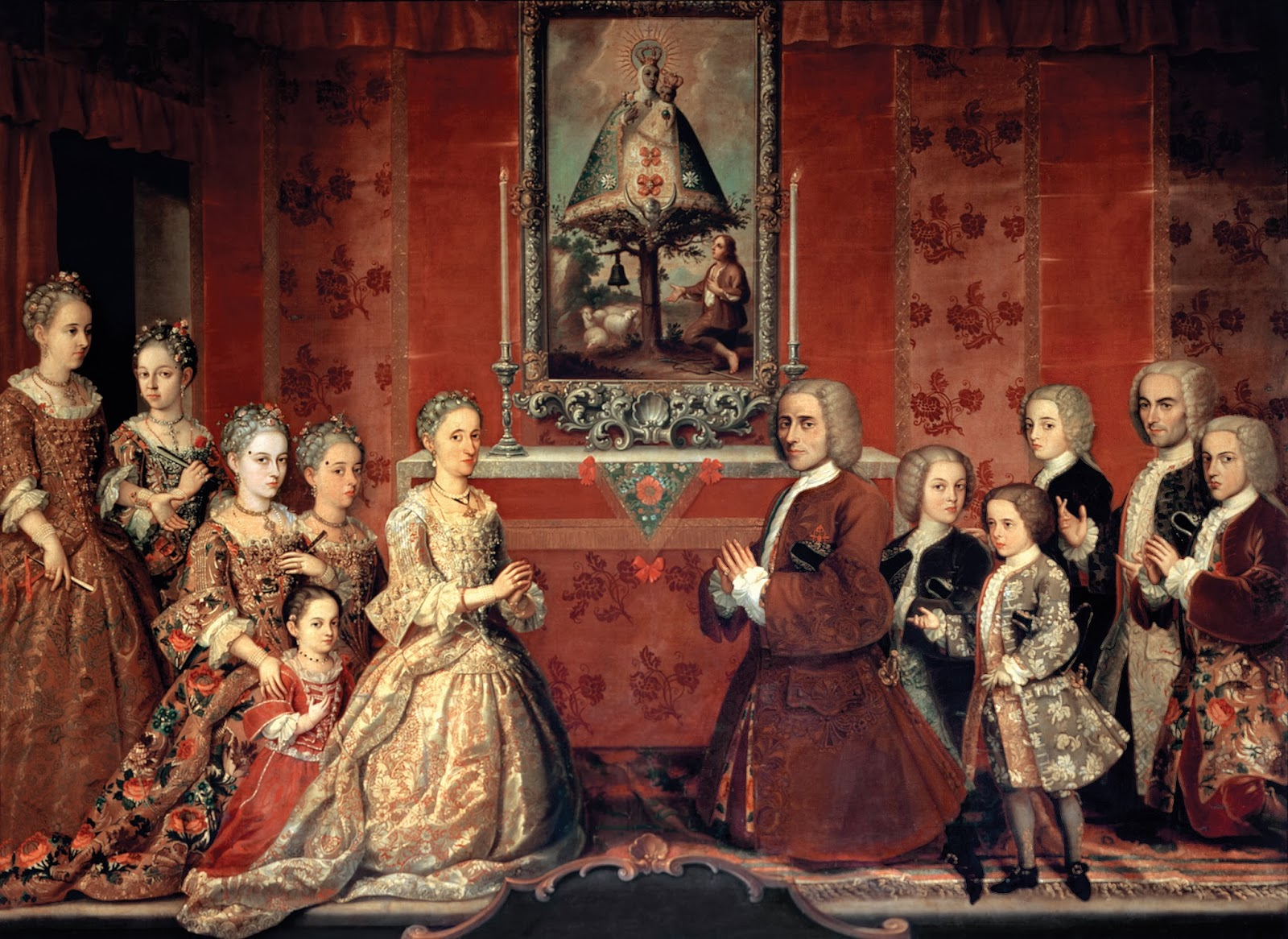
Портрет семьи высшего класса XVIII века из Новой Испании (Мексики)

Высший класс (англ. upper class) — наименование социальной группы населения страны и государства, к которой различные исследователи относят:
- людей, имеющих самый высокий социальный статус, как правило, являющихся состоятельными членами общества и обладающих наибольшей политической властью (определение Ларри Бартельса);
- руководителей фирмы, людей с высшим военным чином, федеральных судей, архитекторов, известных врачей, архиепископов, адвокатов, преподавателей университета (классификация, принятая в США).

Высший класс находится на вершине социальной иерархии. Согласно точке зрения Л. Бартельса, высший класс обычно отличается огромным богатством, которое передается из поколения в поколение. До XX века под «высшим классом» чаще всего подразумевали аристократов. В современных обществах высший класс больше не определяется происхождением и институциональными привилегиями, а в основном определяется материальным благосостоянием.

## История осмысления понятия
О теории высшего класса заговорил ещё такой влиятельный социолог как Огюст Конт, которого считают основоположником социологии. Он утверждал, что именно общественное разделение труда привело общество к расслоению. Господствующим классом философ признавал учёных, мыслителей и вообще людей умственного труда. Конт считал, что за интеллектуальными верхами общества стоит всё будущее человечества и поэтому признавал именно их высшим классом.

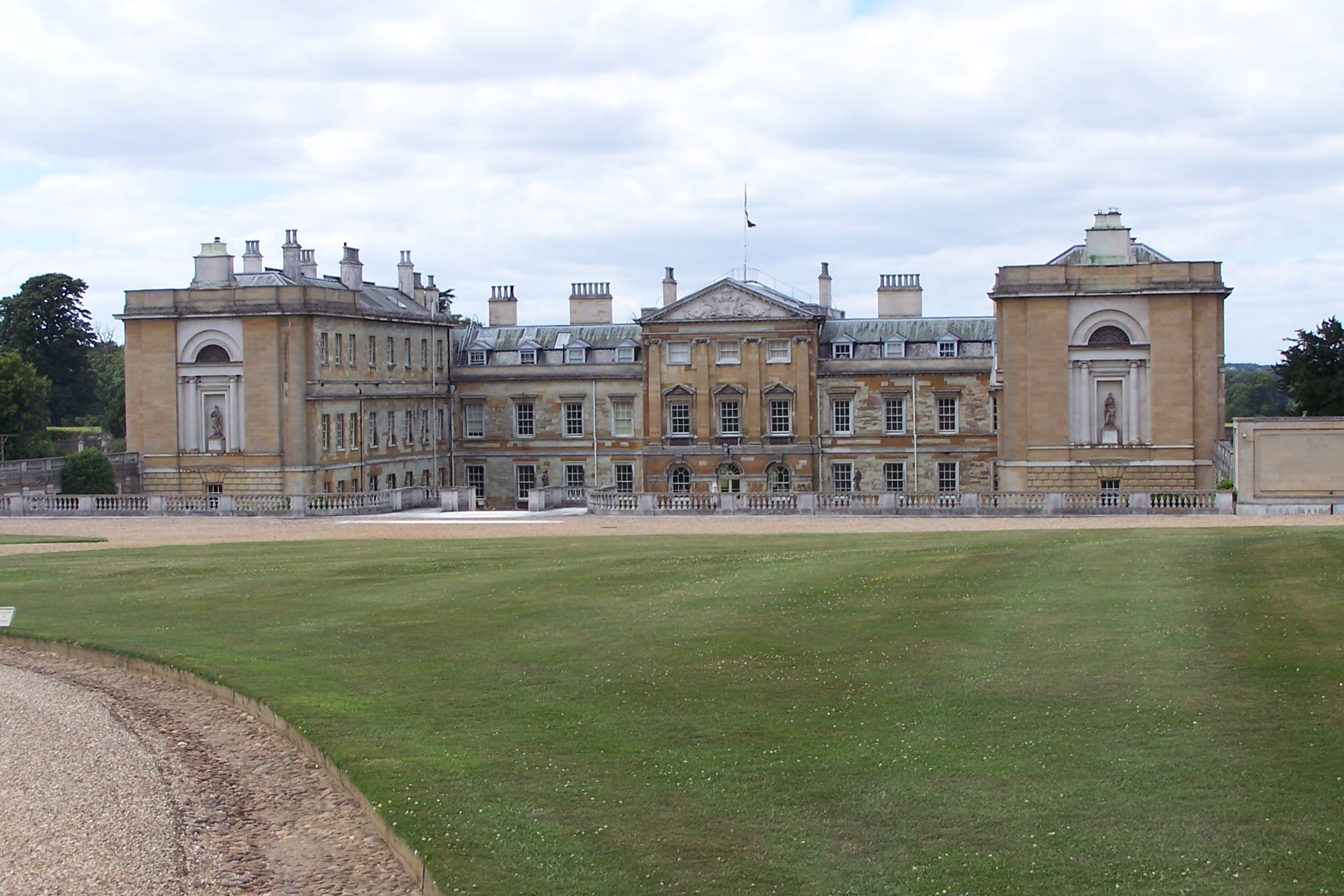
Уоберн-Эбби, семейная усадьба герцогов Бедфорд

Подробной разработкой классовой теории занимался и Карл Маркс. Конфликт между двумя поляризованными классами является одной из ключевых категорий в его философии. В качестве высшего класса Маркс признавал тех людей, которые обладают собственностью на средства производства и способны эксплуатировать противоположный им класс — пролетариат, рабов и т. д., в зависимости от общественно-экономической формации. Он объяснял господство того или иного класса через закон прибавочной стоимости продукта. Именно те, кто присваивает себе доход от факторов производства, а также прибавочную стоимость, и являются представителями высшего слоя общества. В социологии прочно закрепился образ человека из общественных верхов как обладающего значительным капиталом и собственностью.
Другой социолог — Герберт Спенсер — полагал, что в любом обществе непременно существует запрос на формирование некоторой элиты. Это обуславливается тем, что в его системе каждый социальный слой или класс должны выполнять определённые действия в рамках их социальной роли. Для полноценного функционирования общества необходимо существование той самой иерархической верхушки — высшего класса, под которым Спенсер подразумевал властьпредержащих лиц, призванных регулировать все подчинённые им классы.
Свою теорию высшего класса предложил и такой влиятельный социолог как Эмиль Дюркгейм. В своей работе «О разделении общественного труда» он также признавал разделение труда как необходимое условие для возникновения общественных классов. Он понимал верхушку общества не просто как группу капиталистов, обладающих собственностью на средства производства, но и как людей, добившихся своего положения благодаря индивидуальным особенностям, талантам.

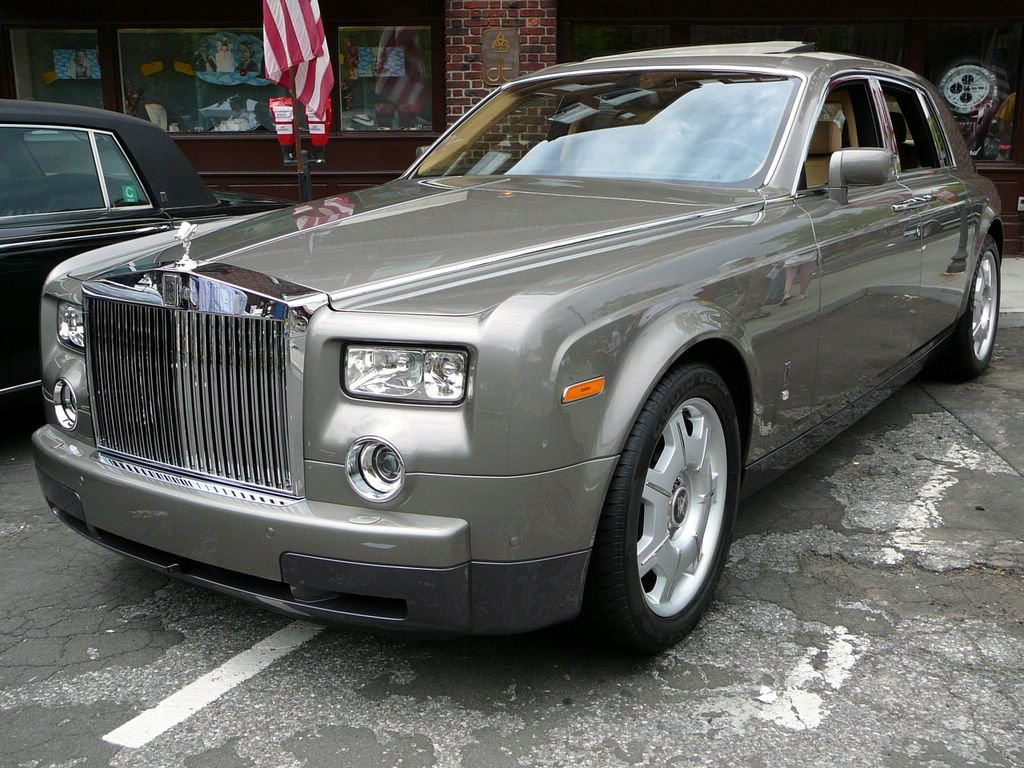
Rolls-Royce Phantom — пример вебленовского товара, характерного для демонстративного потребления. Цена в базовой конфигурации — около 450000 долларов.

Традицию понимания высшего класса как класса собственников продолжил в своей теории и Макс Вебер. Он полагал, что в основе высокого положения данного класса лежит именно обладание обширной собственностью, с которой его представители получают доход. При этом, он разделял людей внутри высшего класса на рантье и предпринимателей, что представляется весьма обоснованным. Помимо высоких доходов, высший класс у Вебера отличается наличием у него атрибутов престижа, демонстративным потреблением, специфическим образом жизни, высокой образованностью и, зачастую, отсутствием в их жизни тяжёлого физического труда.

## Высший класс в СССР и современной России
Несмотря на то, что в конституции СССР 1936 года было указано всего три класса (рабочие, колхозные крестьяне и трудящиеся интеллигенты), в реальности уже в то время в советском обществе вполне отчётливо начала формироваться определённая элита, или по-другому, высший класс. Ряд западных и не только исследователей отмечал, что нетипичным для классической социологии высшим классом в СССР стала партийная элита или «бюрократическая элита». Так, в своё время об этом высказался и Троцкий.Кроме того, была разработана теория, в соответствии с которой правящая верхушка Коммунистической партии, которая всецело централизованно управляла производственными процессами, в этом смысле обладала собственностью, то есть важным критерием, по которому и выделяется высший класс. Позднее, как отмечали уже и советские исследователи, к 1970-м годам высшим классом советского общества, хотя и с существенными оговорками, можно было считать номенклатуру, которая за счёт своего же нижнего слоя осуществляла контроль над обществом.Однако, данная теория не вполне верна, так как к номенклатуре исследователи относят широкий круг лиц, которых невозможно выделить в хоть сколь-нибудь оформленный социальный слой или класс.
Экономическая система СССР, а кроме того, официальная идеология страны и её законодательство, не позволяли сложиться полноценному высшему классу как классу крупных собственников, распределяющих средства производства. Однако, предпосылки формирования этого слоя всё же закладывались именно внутри номенклатуры, которая постепенно расширяла свой контроль над процессами производства. Таким образом, теми, кто впоследствии участвовал в формировании высшего класса советского общества, были те лица, которые непосредственно участвовали в процессах распределения, накопления и иных операций с капиталом и другими факторами, связанными с процессами производства. В силу командно-административной экономики можно говорить о формировании государственной буржуазии, которая, однако, являлась лишь прототипом данного класса, а не была им в полной мере.
В результате экономических реформ начала 1990-х годов в России сложился новый высший класс. При этом в результате приватизации, по некоторым данным, представители номенклатуры и спецслужб получили более 65 % всей бывшей государственной собственности.
В 1993—1995 годах наиболее распространённым способом создания успешной коммерческой структуры было её создание государственным чиновником с тем, чтобы затем получить контроль над ней. Частные компании создавались на базе старых министерств и ведомств. При приватизации существующих государственных предприятий в большинстве случаев предприятие, превращенное в акционерное общество, не меняло или не сразу меняло менеджеров, и его директор становился уже не просто управляющим, а собственником (см. статью красные директора).

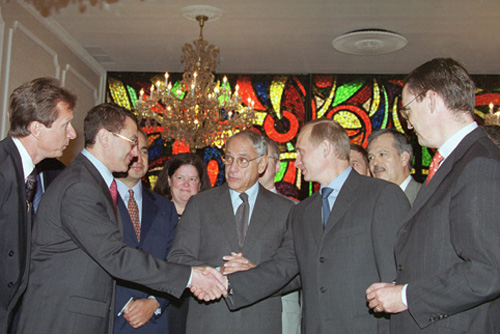
Президент России В. Путин в Нью-Йорке с президентом Тюменской нефтяной компании (ТНК) С. Кукесом на церемонии подписания соглашения между ТНК и Экспортно-импортным банком США, 2000 год.

После залоговых аукционов 1995 года собственники коммерческих банков получили контроль над крупнейшими промышленными предприятиями России. 1995—1997 годы были временем, когда они, названные «олигархами», добились заметного политического влияния («семибанкирщина»). Однако экономический кризис 1998 года ослабил позиции многих российских банкиров. После кризиса возросло влияние региональных бизнес-элит, связанных с производством.
После прихода в 2000 году к власти президента РФ В. Путина политическое влияние олигархов было подорвано. Однако усиливалась тенденция открытого слияния финансово-промышленного капитала и власти на региональном уровне, увеличилось число крупных предпринимателей в региональных законодательных собраниях. При этом некоторые представители крупного бизнеса стали высшими государственными чиновниками. Также произошло наполнение всех ветвей и этажей власти бывшими военными и сотрудниками спецслужб.